# 久喜站

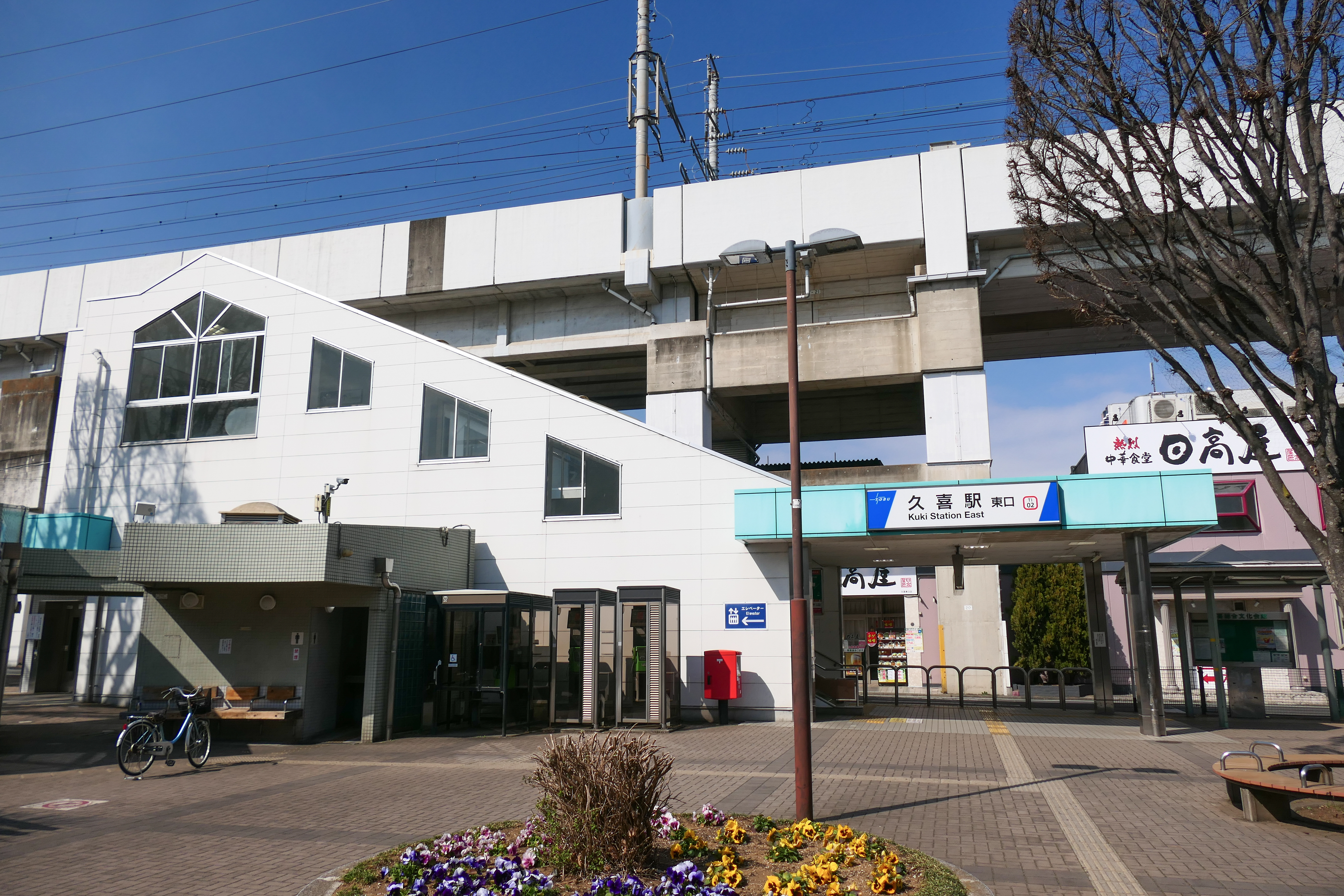
東口（2022年3月）

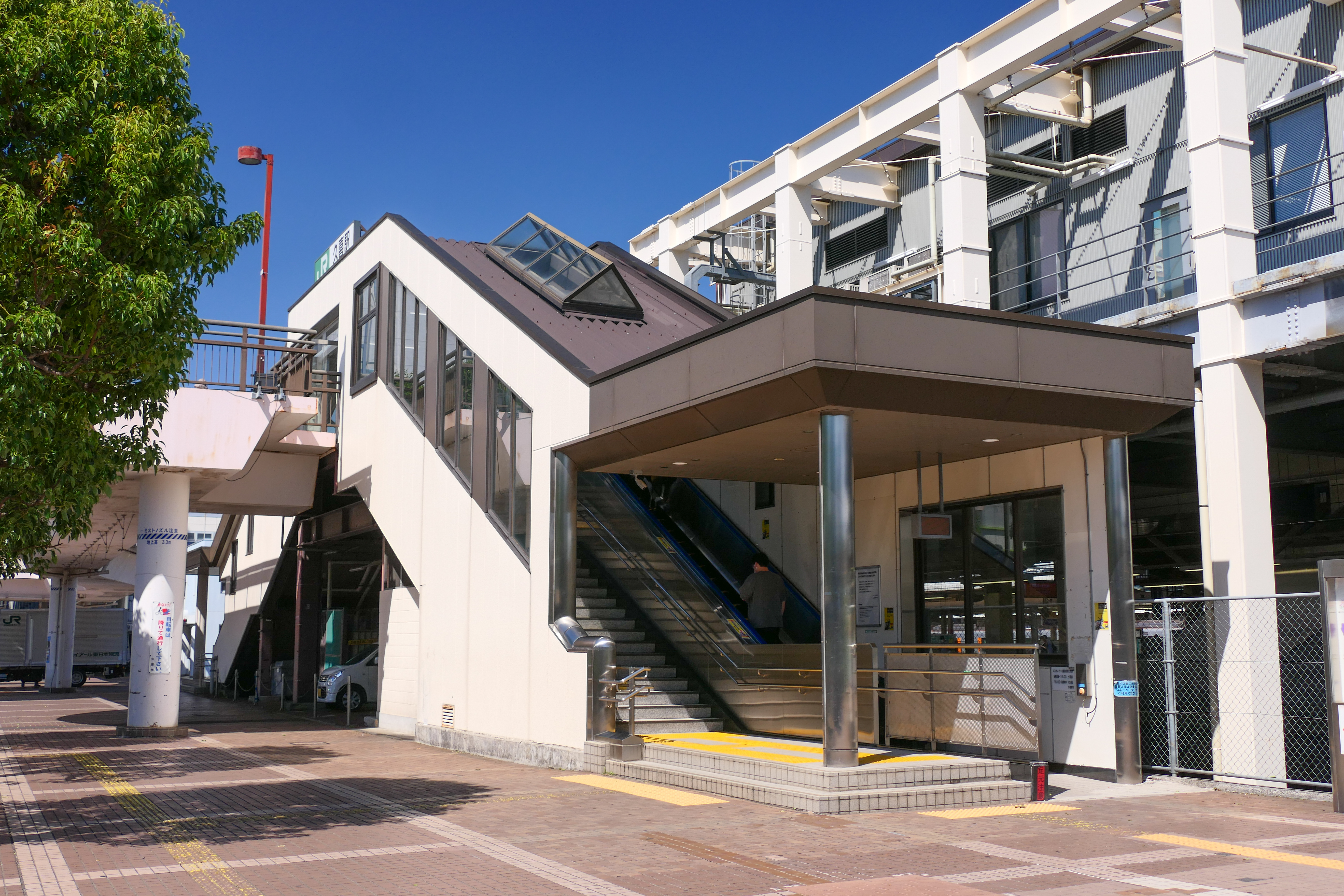
西口（2022年6月）

久喜站（日语：／ Kuki eki */?）是位於日本埼玉縣久喜市久喜中央，屬於東日本旅客鐵道（JR東日本）、東武鐵道的鐵路車站。東武鐵道的車站編號是TI 02。
JR東日本的東北本線與東武鐵道的伊勢崎線皆在本站停靠，為兩線的轉乘站。停靠本站的東北本線列車包含「宇都宮線」、上野站到發系統、途經新宿站直通橫須賀線的湘南新宿線，以及途經上野站、東京站直通東海道線的上野東京線。

## 歷史
- 1885年（明治18年）7月16日：日本鐵道（現在的東北本線）久喜站開業。
- 1899年（明治32年）8月27日：東武伊勢崎線北千住－本站段開通。
- 1906年（明治39年）11月1日：日本鐵道被國有化，日本鐵道站區由鐵道院接手經營。
- 1936年（昭和11年）2月29日：第二代站房啟用。
- 1970年（昭和45年）11月：站房改建為跨站式站房（第三代站房），同時增設東口。
- 1972年（昭和47年）10月：東北本線部分急行班次開始停靠本站。
- 1987年（昭和62年）4月1日：國鐵分割民營化，日本國鐵站區由JR東日本接手經營。
- 2001年（平成13年）11月18日：智能卡系統Suica投入服務。
- 2003年（平成15年）9月30日：東武鐵道廢除貨運列車班次。
- 2006年（平成18年）3月18日：東武伊勢崎線開始東京地下鐵半藏門線、東急田園都市線相互直通運行（伊勢崎線直通運行路段至本站為止）。特急「兩毛」號部分班次開始停靠本站。
- 2012年（平成24年）3月17日：東武鐵道導入車站編號TI 02[1]。
- 2017年（平成29年）4月21日：特急「兩毛」與特急「Revaty兩毛」全列車增停本站[2]。

## 車站結構
JR和東武都是地面車站，兩方月台相鄰。月台上方是自由通道兼跨站式站房，兩方的剪票口都面對自由通道。現行站房是在1970年完成，是埼玉縣內悠久的跨站式站房，但在東武於2005年至2006年，JR在2010年至2012年分別進行擴建、整修後，難以窺見過去的面貌。JR與東武站房之間設有轉乘專用剪票口。西口與東口設有電梯以及依時段變更方向的電扶梯。此外，站房上方有東北新幹線的高架橋。

### JR東日本
本站是由側式月台1面1線與島式月台1面2線組成，合計2面3線的地面車站。站内設有綠色窗口、自動驗票閘門、指定席售票機，2011年3月新設多功能廁所，並於同年完成電梯與電扶梯的設置。

#### 月台配置
| 月台 | 路線                | 方向 | 目的地                                                            | 備註            |
| ---- | ------------------- | ---- | ----------------------------------------------------------------- | --------------- |
| 1、2 | ■宇都宮線（東北線） | 下行 | 小山、宇都宮、黑磯方向                                            | 1號月台為待避線 |
| 3    | ■宇都宮線（東北線） | 上行 | 大宮、東京、新宿、橫濱、大船方向 （包括■湘南新宿線、■上野東京線） |                 |

（來源：JR東日本:車站構內圖 （页面存档备份，存于））
- 湘南新宿線列車直通橫須賀線。
- 2、3號線為主本線。下行方向行駛在快速（含「Rabbit」）、通勤快速、特急前方的普通列車會進入待避線1號線進行待避[注 1]。
- 2號線與3號線之間有中線。

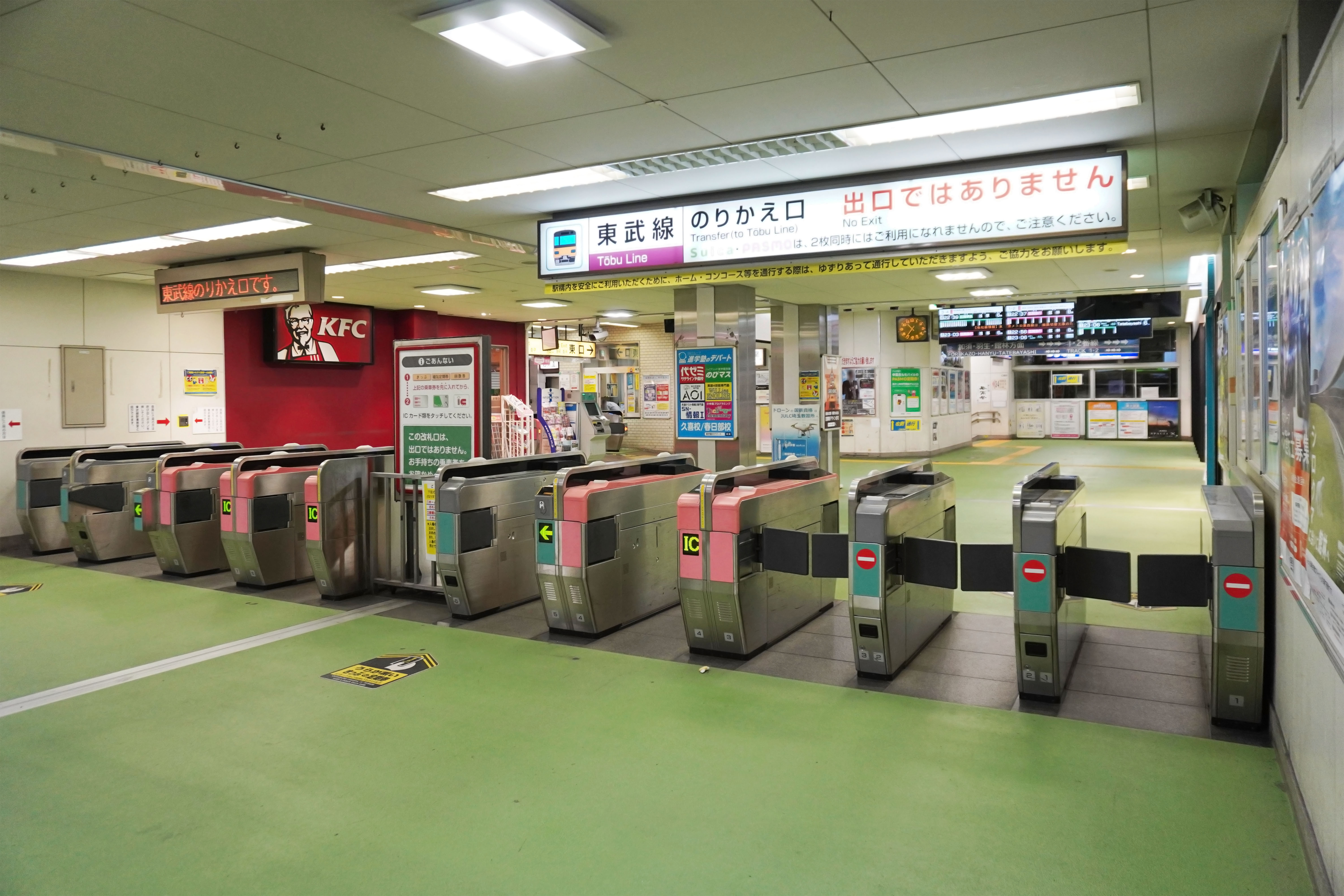
轉乘東武線的驗票口（2024年5月）
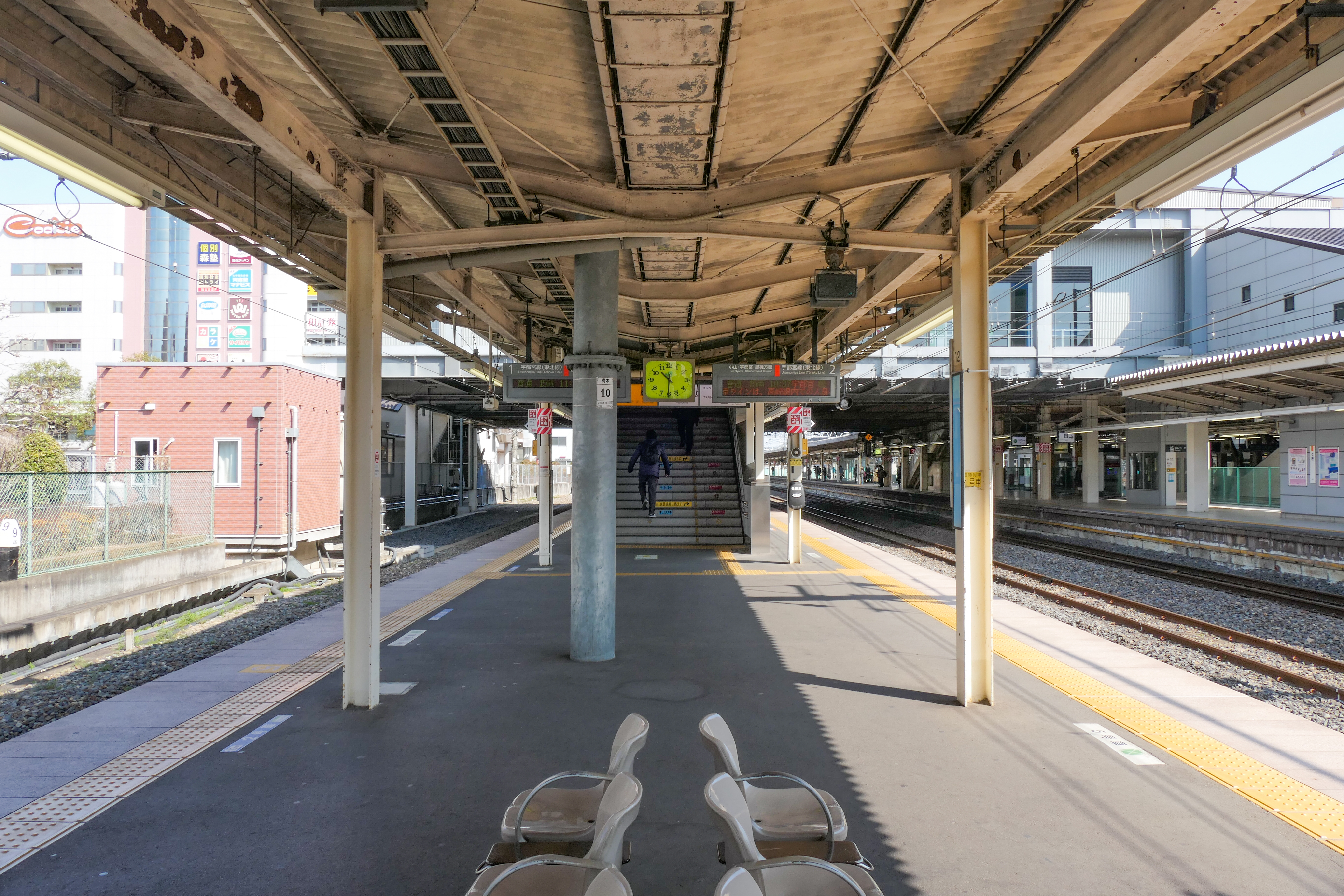
1號與2號線月台（2022年3月）
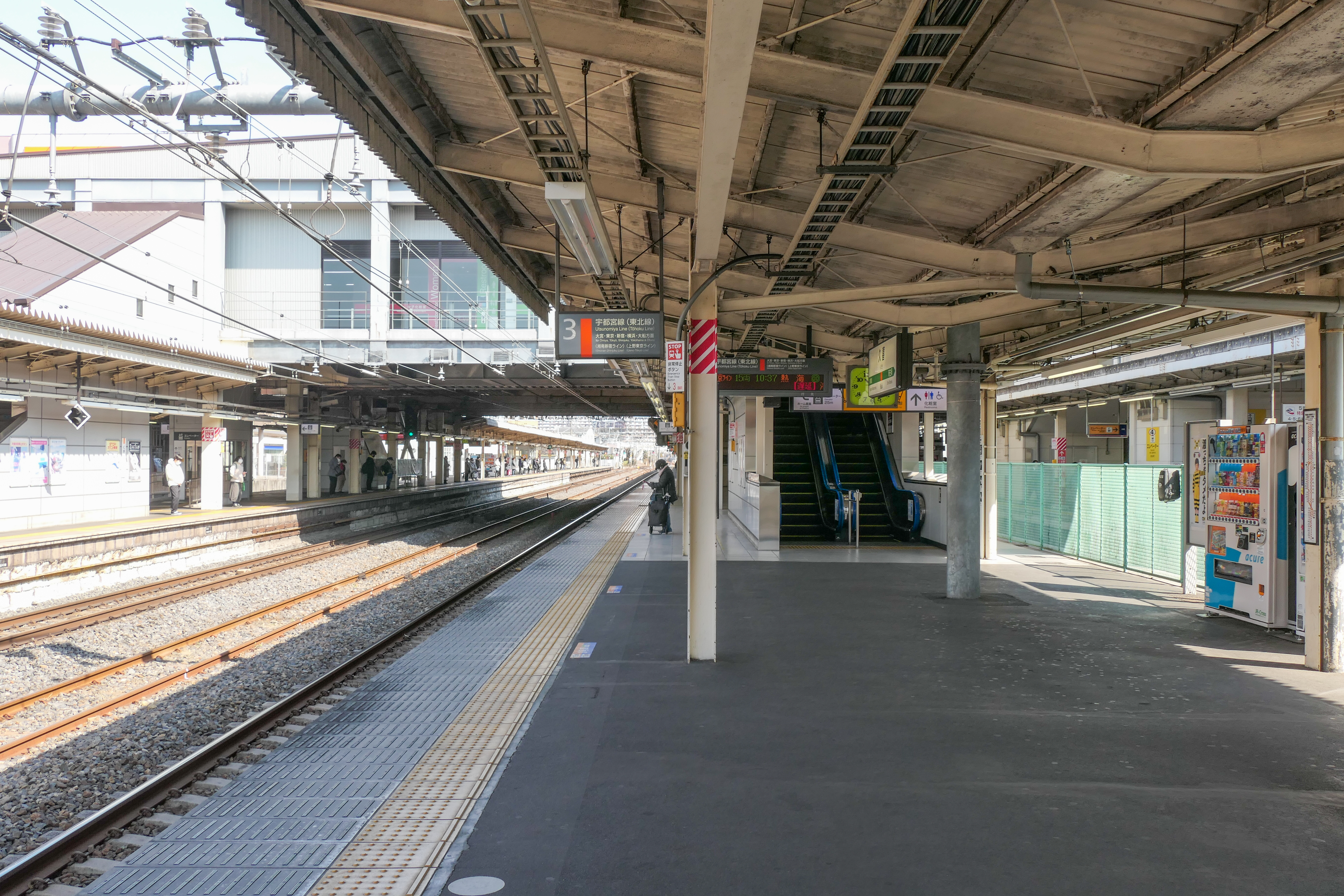
3號線月台（2022年3月）

### 東武鐵道
本站為島式月台2面4線的地面車站。站內設有自動驗票閘門、售票機。自動售票機前與剪票口、上下月台皆設有全彩液晶列車資訊顯示器。
月台過去是1面2線構造，2003年貨物業務廢除後，利用剩餘的貨物場用地增設一面月台，並分別在淺草側與伊勢崎側增設對應6輛編組、10輛編組的轉向線。2006年（平成18年）3月18日改點起，包含東急田園都市線、東京地下鐵半藏門線直通列車在內，上下方向皆有許多列車從本站起訖。業因此削減了北千住方向 - 館林方向的直通列車。
特急「兩毛」、「Revaty兩毛」（僅下行）全列車停車。館林方向在1號線、淺草方向在4號線發車。乘車時站員需要驗票，因此「兩毛」（6輛編組）僅開放2號車與5號車乘車，「Revaty兩毛」（3輛編組）僅開放2號車乘車。

#### 月台配置
| 月台 | 路線         | 方向 | 目的地                                                                           |
| ---- | ------------ | ---- | -------------------------------------------------------------------------------- |
| 1    | 伊勢崎線     | 下行 | 館林、足利市、太田、 桐生線 赤城方向                                             |
| 2    | 伊勢崎線     | 下行 | 館林、足利市、太田方向                                                           |
| 3、4 | 東武晴空塔線 | 上行 | 東武動物公園、北千住、東京晴空塔、淺草、 半藏門線 澀谷、 田園都市線 中央林間方向 |

- 本來本站不在東武晴空塔線區間內，但因列車運用上，本站可視為東武晴空塔線的延長區間，因此上行淺草方向使用直通的路線名。
- 本線下行為1號線，上行為4號線。2、3號線為待避線。
- 部分本站始發上行列車在2號線發車。此時會使用轉向線進行折返。

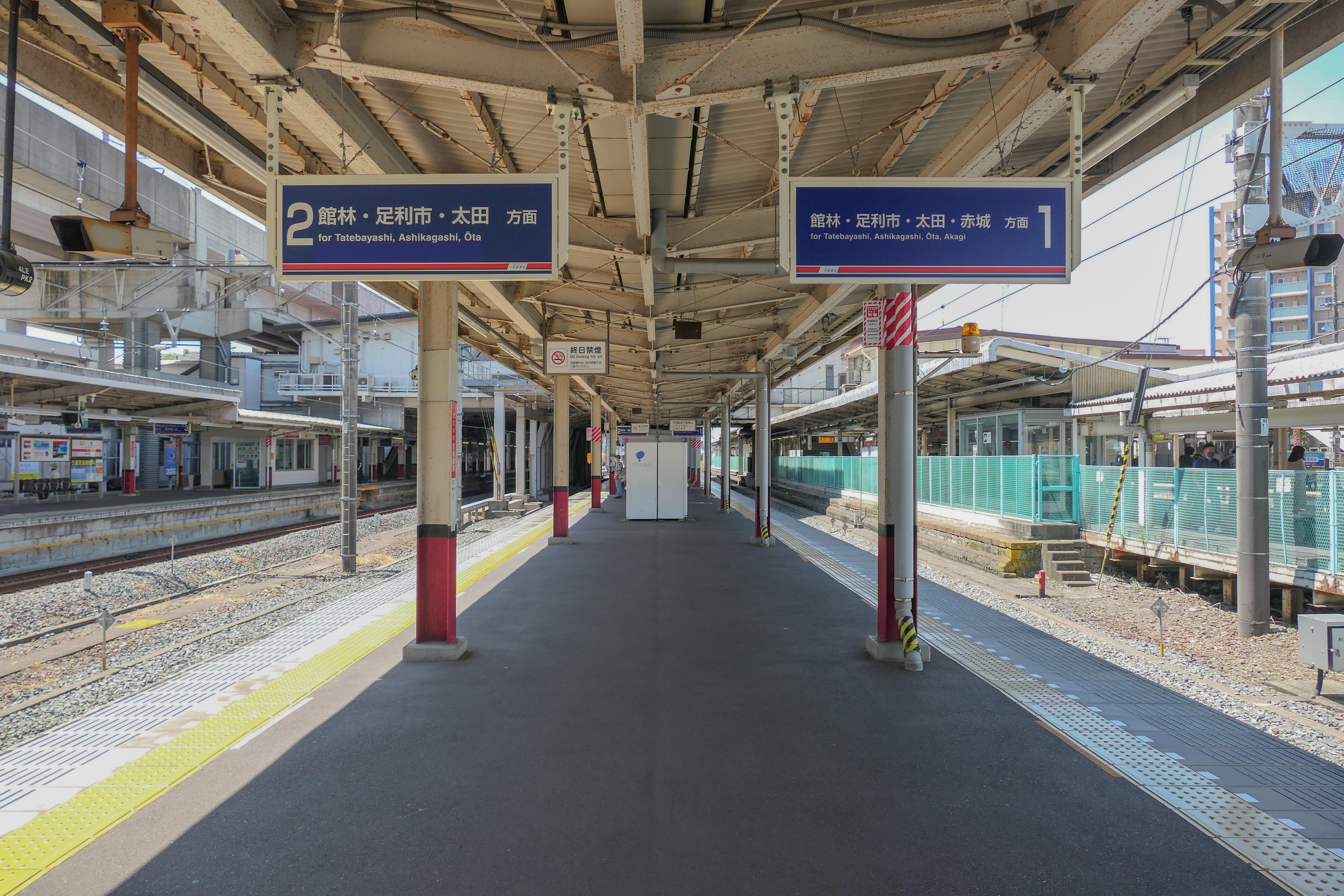
1號與2號線月台（2022年8月）
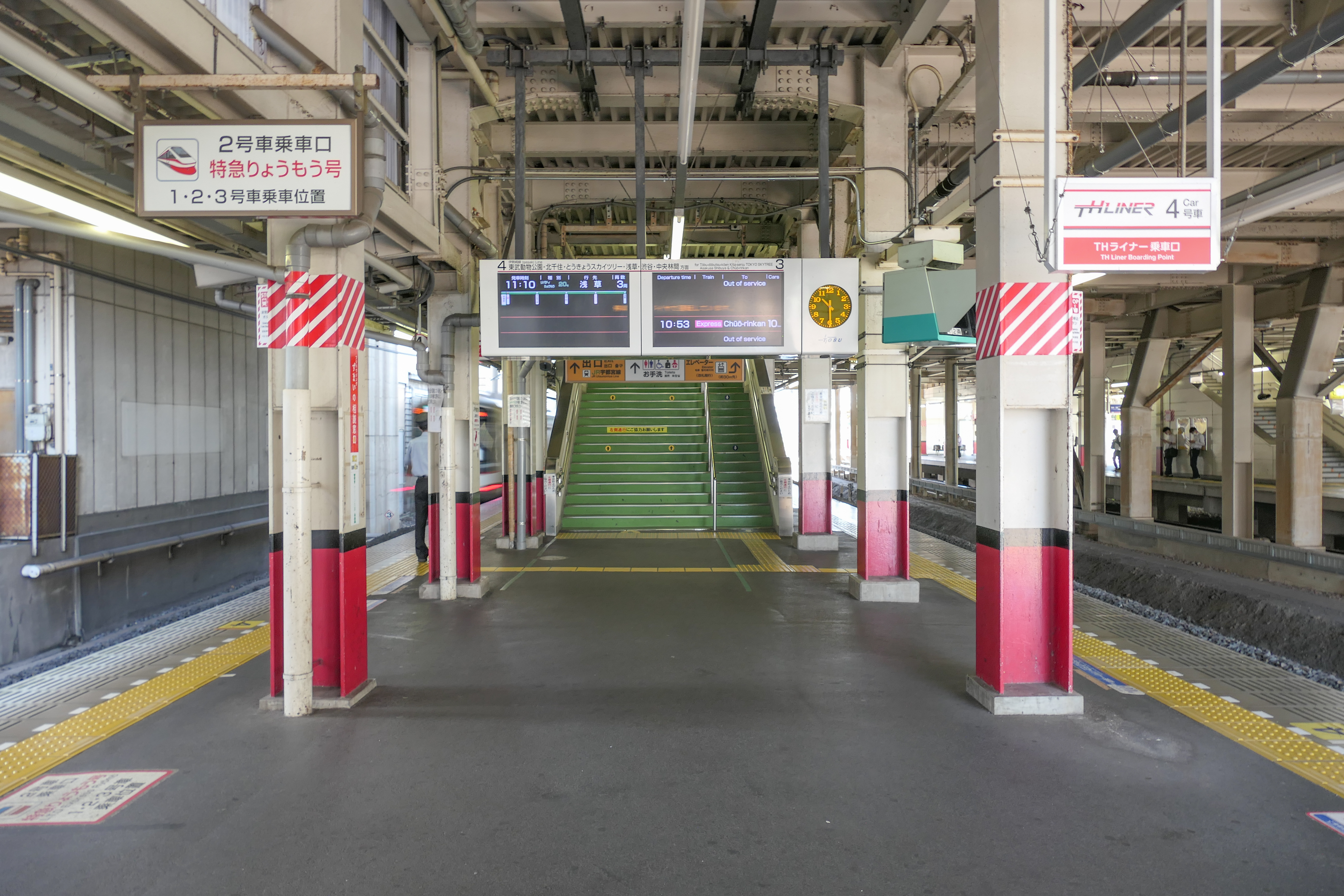
3號與4號線月台（2022年8月）

### 站內商店
| JR付費區 - NEWDAYS - KIOSK | 東武付費區 - ACCESS - 星巴克 - ITS' DEMO - FLO PRESTIGE PARIS | 自由通路 - BECK'S COFFEE SHOP - 松本清 - 肯德基 - OVEN FRESH CAFE - S Gusto |

## 使用情況
- JR東日本 - 2019年度1日平均上車人次為35,347人[6] 。
在大宮站以北的東北本線車站中僅次於仙台站、宇都宮站。
- 東武鐵道 - 2018年度1日平均上下車人次為52,606人[7]。
  - 伊勢崎線車站當中排行第11位，是東武動物公園站以北最多人次上下車的伊勢崎線車站。[在開始與[東京地下鐵半藏門線]]、東急田園都市線直通轉後持續成長，2012年度突破5萬人。

### 各年度1日平均上下車人次
近年1日平均上下車人次變化如下（JR除外）。
| 年度               | 東武鐵道           | 東武鐵道 |
| 年度               | 1日平均 上下車人次 | 增長率   |
| ------------------ | ------------------ | -------- |
| 1998年（平成10年） | 45,194             |          |
| 1999年（平成11年） | 44,082             | −2.5%    |
| 2000年（平成12年） | 44,257             | 0.4%     |
| 2001年（平成13年） | 44,253             | 0.0%     |
| 2002年（平成14年） | 44,324             | 0.2%     |
| 2003年（平成15年） | 43,890             | −0.9%    |
| 2004年（平成16年） | 43,732             | −0.4%    |
| 2005年（平成17年） | 43,211             | −1.2%    |
| 2006年（平成18年） | 45,326             | 4.9%     |
| 2007年（平成19年） | 48,047             | 6.0%     |
| 2008年（平成20年） | 49,735             | 3.5%     |
| 2009年（平成21年） | 49,492             | −0.5%    |
| 2010年（平成22年） | 49,338             | −0.3%    |
| 2011年（平成23年） | 49,424             | 0.2%     |
| 2012年（平成24年） | 50,747             | 2.7%     |
| 2013年（平成25年） | 51,577             | 1.6%     |
| 2014年（平成26年） | 50,635             | −1.8%    |
| 2015年（平成27年） | 51,441             | 1.6%     |
| 2016年（平成28年） | 51,748             | 0.6%     |
| 2017年（平成29年） | 52,454             | 1.4%     |
| 2018年（平成30年） | 52,606             | 0.3%     |
| 2019年（令和元年） | 51,656             | −1.8%    |

### 各年度1日平均上車人次
近年1日平均上車人次變化如下。
| 年度               | JR東日本 | 東武鐵道 | 來源              |
| ------------------ | -------- | -------- | ----------------- |
| 1990年（平成02年） | 33,070   | 20,409   |                   |
| 1991年（平成03年） | 35,237   | 21,692   |                   |
| 1992年（平成04年） | 37,451   | 22,986   |                   |
| 1993年（平成05年） | 38,791   | 23,501   |                   |
| 1994年（平成06年） | 39,295   | 23,806   |                   |
| 1995年（平成07年） | 39,716   | 24,125   |                   |
| 1996年（平成08年） | 39,853   | 23,567   |                   |
| 1997年（平成09年） | 38,822   | 23,029   |                   |
| 1998年（平成10年） | 37,704   | 22,452   |                   |
| 1999年（平成11年） | 36,821   | 21,880   | [ 埼玉県統計 1 ]  |
| 2000年（平成12年） | 36,337   | 21,989   | [ 埼玉県統計 2 ]  |
| 2001年（平成13年） | 36,147   | 21,905   | [ 埼玉県統計 3 ]  |
| 2002年（平成14年） | 36,488   | 22,184   | [ 埼玉県統計 4 ]  |
| 2003年（平成15年） | 36,196   | 22,009   | [ 埼玉県統計 5 ]  |
| 2004年（平成16年） | 35,979   | 21,965   | [ 埼玉県統計 6 ]  |
| 2005年（平成17年） | 35,857   | 21,752   | [ 埼玉県統計 7 ]  |
| 2006年（平成18年） | 36,507   | 23,035   | [ 埼玉県統計 8 ]  |
| 2007年（平成19年） | 37,244   | 24,198   | [ 埼玉県統計 9 ]  |
| 2008年（平成20年） | 37,205   | 24,964   | [ 埼玉県統計 10 ] |
| 2009年（平成21年） | 36,477   | 24,812   | [ 埼玉県統計 11 ] |
| 2010年（平成22年） | 35,992   | 24,724   | [ 埼玉県統計 12 ] |
| 2011年（平成23年） | 35,629   | 24,715   | [ 埼玉県統計 13 ] |
| 2012年（平成24年） | 36,064   | 25,351   | [ 埼玉県統計 14 ] |
| 2013年（平成25年） | 36,603   | 25,751   | [ 埼玉県統計 15 ] |
| 2014年（平成26年） | 35,862   | 25,298   | [ 埼玉県統計 16 ] |
| 2015年（平成27年） | 36,463   | 25,691   | [ 埼玉県統計 17 ] |
| 2016年（平成28年） | 35,832   | 25,518   | [ 埼玉県統計 18 ] |
| 2017年（平成29年） | 36,021   | 25,893   | [ 埼玉県統計 19 ] |
| 2018年（平成30年） | 35,957   | 25,993   | [ 埼玉県統計 20 ] |
| 2019年（令和元年） | 35,347   |          |                   |

## 車站周邊

### 西口
久喜站西口的提燈祭通周邊有許多悠久的商店，而久喜幸手新道周邊有伊藤洋華堂久喜店，埼玉縣道3號埼玉栗橋線周邊有Ario鷲宮等商業設施，但店家正持續減少。每年7月12日與7月18日會舉行提燈祭，吸引許多遊客。
車站往南500公尺的六間通旁有埼玉縣立久喜高等學校，距離一公里的下早見有久喜市役所、埼玉縣立久喜圖書館。
郵局、金融機關
- 久喜郵便局（日语：久喜郵便局）
  - 郵貯銀行久喜店
- 久喜本町郵便局
- 瑞穗銀行久喜支店
- 埼玉里索那銀行久喜支店
- 武藏野銀行久喜支店

### 東口
東口是與跨站式站房一同開設。由於車站周邊進行區劃因此道路較為寬廣，有許多超市、藥局、折扣商店等。另外還有縣營青葉團地等新興住宅區。公共設施有久喜市立中央圖書館、久喜簡易裁判所、久喜區檢察廳等。
| 郵局、金融機關 - 久喜東町郵便局 - 東和銀行久喜青葉支店 - 栃木銀行久喜支店 - 埼玉縣信用金庫久喜支店 - 川口信用金庫久喜支店 |

## 巴士路線

### 西口
除下述路線外，大宮（大宮站）、東京（京成上野站、北千住站、新越谷站）等發車的深夜急行巴士也在此停車。
- 朝日自動車（日语：朝日自動車）（朝日巴士）
  - 久01 經久喜綜合醫院（日语：久喜総合病院）前往菖蒲仲橋[11]
  - 久02 經久喜綜合醫院（玄關）往菖蒲仲橋[11]
  - 久03 經舊道往菖蒲仲橋[11]
  - （急行）往mallage菖蒲（日语：モラージュ菖蒲）中央口[12]
- 大和觀光自動車（日语：大和観光自動車）（大和巴士）
  - 久喜菖蒲工業團地（日语：久喜菖蒲工業団地）線
  - 清久工業團地（日语：清久工業団地）線
  - Ario鷲宮（日语：アリオ鷲宮）線

- 久喜市內循環巴士（委託協同觀光巴士（日语：協同観光バス））
  - 下早見循環
  - 除堀、所久喜循環
  - 久喜本循環
  - 六萬部、北中曾根循環
  - 東西連絡東行

- 高速巴士 「栃木號」關東自動車（日语：関東自動車 (栃木県)）、近鐵巴士（日语：近鉄バス）
  - 宇都宮、栃木 - 久喜 - 京都 - 大阪[13][14][15]
    - 往大阪只能上車，往宇都宮只能下車

### 東口
- 朝日自動車（朝日巴士）
  - 青葉團地中央方向
    - 經青葉團地東往朝日巴士車庫
    - 青毛方向循環（ - 13時59分）
    - 青葉團地東方向循環（14時 - ）
    - 青葉團地東方向弁天橋循環

  - 吉羽、栗原方向
    - 吉羽、栗原循環
    - 經吉羽、栗原往朝日巴士車庫
    - 經青毛二丁目往朝日巴士車庫
    - 經吉羽、栗原往昌平中學高校（日语：昌平中学・高等学校）（僅通學時段）

- 久喜市內循環巴士（委託協同觀光巴士）
  - 野久喜、吉羽循環
  - 東循環
  - 東西連絡

## 相鄰車站
東日本旅客鐵道
■宇都宮線
■通勤快速
大宮－久喜－古河
■快速「Rabbit」、■（湘南新宿線）快速
蓮田－久喜－古河
■普通、■（湘南新宿線）普通
新白岡－久喜－東鷲宮
 東武鐵道
 伊勢崎線
- ■特急「兩毛」、■特急「Revaty兩毛」停車站

■急行、■準急
和戶（TI 01）－久喜（TI 02）
■區間急行、■區間準急、■普通
和戶（TI 01）－久喜（TI 02）－鷲宮（TI 03）

### 使用情況
JR、私鐵1日平均使用人數
JR東日本2000年度以後上車人次
1. ↑  各駅の乗車人員（2000年度） （页面存档备份，存于） - JR東日本
2. ↑  各駅の乗車人員（2001年度） （页面存档备份，存于） - JR東日本
3. ↑  各駅の乗車人員（2002年度） （页面存档备份，存于） - JR東日本
4. ↑  各駅の乗車人員（2003年度） （页面存档备份，存于） - JR東日本
5. ↑  各駅の乗車人員（2004年度） （页面存档备份，存于） - JR東日本
6. ↑  各駅の乗車人員（2005年度） （页面存档备份，存于） - JR東日本
7. ↑  各駅の乗車人員（2006年度） （页面存档备份，存于） - JR東日本
8. ↑  各駅の乗車人員（2007年度） （页面存档备份，存于） - JR東日本
9. ↑  各駅の乗車人員（2008年度） （页面存档备份，存于） - JR東日本
10. ↑  各駅の乗車人員（2009年度） （页面存档备份，存于） - JR東日本
11. ↑  各駅の乗車人員（2010年度） （页面存档备份，存于） - JR東日本
12. ↑  各駅の乗車人員（2011年度） （页面存档备份，存于） - JR東日本
13. ↑  各駅の乗車人員（2012年度） （页面存档备份，存于） - JR東日本
14. ↑  各駅の乗車人員（2013年度） （页面存档备份，存于） - JR東日本
15. ↑  各駅の乗車人員（2014年度） （页面存档备份，存于） - JR東日本
16. ↑  各駅の乗車人員（2015年度） （页面存档备份，存于） - JR東日本
17. ↑  各駅の乗車人員（2016年度） （页面存档备份，存于） - JR東日本
18. ↑  各駅の乗車人員（2017年度） （页面存档备份，存于） - JR東日本
19. ↑  各駅の乗車人員（2018年度） （页面存档备份，存于） - JR東日本
20. ↑  各駅の乗車人員（2019年度） （页面存档备份，存于） - JR東日本

JR、私鐵統計資料
1. ↑  各種報告書 （页面存档备份，存于） - 関東交通広告協議会
2. ↑  .   [2017-08-03]. （原始内容存档于2014-10-06）.
3. ↑  統計くき （页面存档备份，存于） - 久喜市

埼玉縣統計年鑑
1. ↑  .   [2019-06-30]. （原始内容存档于2020-02-02）.
2. ↑  .   [2019-06-30]. （原始内容存档于2020-02-02）.
3. ↑  .   [2019-06-30]. （原始内容存档于2020-02-02）.
4. ↑  .   [2019-06-30]. （原始内容存档于2020-02-02）.
5. ↑  .   [2019-06-30]. （原始内容存档于2020-02-02）.
6. ↑  .   [2019-06-30]. （原始内容存档于2020-02-02）.
7. ↑  .   [2019-06-30]. （原始内容存档于2020-02-02）.
8. ↑  .   [2019-06-30]. （原始内容存档于2020-02-02）.
9. ↑  .   [2019-06-30]. （原始内容存档于2020-02-02）.
10. ↑  .   [2019-06-30]. （原始内容存档于2020-02-02）.
11. ↑  .   [2019-06-30]. （原始内容存档于2020-02-02）.
12. ↑  .   [2019-06-30]. （原始内容存档于2020-02-02）.
13. ↑  .   [2019-06-30]. （原始内容存档于2020-02-02）.
14. ↑  .   [2019-06-30]. （原始内容存档于2020-02-02）.
15. ↑  .   [2019-06-30]. （原始内容存档于2020-02-02）.
16. ↑  .   [2019-06-30]. （原始内容存档于2020-02-02）.
17. ↑  .   [2019-06-30]. （原始内容存档于2020-02-02）.
18. ↑  .   [2019-06-30]. （原始内容存档于2020-02-02）.
19. ↑  .   [2019-06-30]. （原始内容存档于2020-02-02）.
20. ↑  .   [2020-07-31]. （原始内容存档于2020-03-18）.

## 外部連結
- 車站資訊（久喜）：東日本旅客鐵道
- 久喜（車站資訊） - 東武鐵道